# Sarawak
Sarawak (en jawi, سراواك) es uno de los dos estados de Malasia en la isla de Borneo. Conocido como Bumi kenyalang (la Tierra de los Búceros), está situado en el norte y noroeste de la Isla de Borneo. Es el estado más grande en Malasia; el segundo más grande es Sabah. El pequeño país independiente de Brunéi está enclavado en dos territorios inconexos al norte de Sarawak.
La capital administrativa es Kuching (600 300 habitantes en 2005) que literalmente significa 'al gato' (kucing). Las ciudades principales son Sibu (228 000 habitantes), Miri (282 000 habitantes) y Bintulu (152 761 habitantes). En el último censo realizado el 31 de diciembre de 2006 la población del estado era 2 357 500. Sarawak es un estado multicultural, sin una mayoría étnica, como lo es Sabah más al norte.
En su territorio se encuentra el parque nacional de Gunung Mulu.

## Historia
A principios del siglo XIX, Sarawak era un territorio independiente gobernado y controlado por el Sultanato de Brunéi. A continuación, el 24 de septiembre de 1841, James Brooke se hizo gobernador de Sarawak y fue designado Rajah por el Sultán de Brunéi el 18 de agosto de 1842. En ese momento, este territorio comprendía sólo la parte suroccidental de lo que hoy comprende Sarawak, alrededor de Kuching. James Brooke gobernó Sarawak hasta su muerte en 1868. Su sobrino Charles Anthoni Johnson Brooke fue nombrado Rajah después de su muerte; y a su vez fue sucedido a su muerte en 1917 por su hijo, Charles Vyner Brooke, con la condición de que debería gobernar consultando con su hermano Bertram Brooke. El territorio fue enormemente ampliado bajo el mando de los tres últimos, sobre todo a costa de áreas nominalmente en el control de Brunéi. En la práctica Brunéi solo había controlado fortalezas del río y costeras estratégicas en la mayor parte del territorio perdido, y la mayor parte de la ganancia era a costa de jefes militares musulmanes y de la pérdida de facto de la independencia por parte de tribus locales.
La dinastía Brooke gobernó Sarawak durante cien años y se hicieron famosos como «los Rajah Blancos», ya que establecieron un estado dentro del Imperio británico similar al de los Príncipes indios homónimos. En contraste con muchas otras áreas del Imperio británico, la familia Brooke gobernó brutalmente a los pueblos indígenas que habitaban la zona, ganándose la desaprobación de su pueblo. Todas las sublevaciones fueron sangrientamente repelidas, diezmando a la gente y promoviendo el terror. Aunque por otro lado, en contraste también con otras áreas del Imperio, intentó mantener una política paternalista para proteger a los pueblos indígenas de la explotación. Los Brooke gobernaron con la ayuda de los musulmanes malayos y los pueblos melanau y reclutaron a los ibans y otros pueblos dayak para su ejército. También promovieron la inmigración de la clase mercantil china, pero prohibieron el estilo de vida chino a fin de reducir al mínimo el impacto en el estilo de vida dayak.
En 1881 Sarawak fue puesto bajo la protección británica, y por un acuerdo alcanzado en noviembre de 1941, se nombró un representante británico dotado de ciertos poderes limitados. El 24 de septiembre de 1941, el rajah se hizo cargo del gobierno, de acuerdo con una constitución que les daba poderes como los de un Consejo Ejecutivo Colonial, y se establecía un Consejo Legislativo. Esta evolución administrativa se vio truncada por la invasión japonesa que tuvo lugar el 17 de diciembre de 1941. Tras la victoria británica, el poder fue devuelto al rajah el 15 de abril de 1946. El rajah ya había ofrecido la cesión de Sarawak a la Corona británica.
Concretamente, al carecer de recursos para reconstruir Sarawak después de la guerra, Charles Vyner Brooke decidió ceder Sarawak como colonia de la Corona británica. Cientos de funcionarios malayos dimitieron en protesta, lo que desencadenó un movimiento anticesión y el asesinato del gobernador colonial británico, Sir Duncan Stewart, en 1948. A pesar de la resistencia, Sarawak se convirtió en una colonia de la británica el 1 de julio de 1946. Anthony Brooke, sobrino y heredero designado de Charles, se opuso a la cesión, por lo que fue desterrado de Sarawak por el gobierno colonial; solo se le permitió regresar 17 años después, cuando Sarawak se había ya convertido en parte de Malasia. En 1950, todos los movimientos contra la cesión en Sarawak cesaron tras la represión por parte del gobierno colonial.
Sarawak obtuvo oficialmente el autogobierno el 22 de julio de 1963, y se federó con Malaya, Borneo del Norte (hoy Sabah) y Singapur para formar la Federación de Malasia el 16 de septiembre de 1963.

## Geografía
Tiene una superficie de 124 450 kilómetros cuadrados que se extienden entre la latitud 0° 50′ y 5° N y longitud 109° 36′ y 115° 40′ E, que corresponde al 37.5 % del territorio de Malasia. Sarawak también contiene grandes extensiones de bosque tropical lluvioso, plantas tropicales y numerosas especies de animales.
Sarawak está dividido actualmente en once Divisiones Administrativas: División Kuching, División Samarahan, División Sri Aman, División Betong, División Sarikei, División Sibu, División Mukah, División Kapit, División Bintulu, División Miri y División Limbang.